# Morton Deutsch

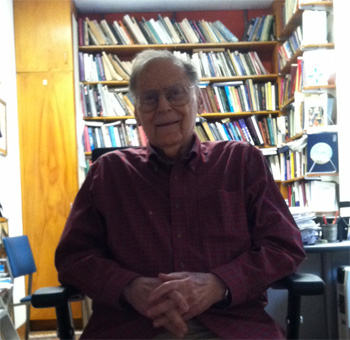
Morton Deutsch

Morton Deutsch (* 4. Februar 1920 in New York City; † 13. März 2017) war ein US-amerikanischer Sozialpsychologe und Konfliktforscher.

## Lebenslauf
Morton Deutsch wurde 1920 als vierter Sohn einer Familie aus dem jüdischen Mittelstand in New York geboren. Intellektuell wurde er früh von der Frankfurter Schule beeinflusst, mit der Aussicht die Arbeiten von Karl Marx und Sigmund Freud zu integrieren.
Deutsch erhielt seinen B.S. am New Yorker City College im Jahre 1939 und ein Jahr später, im Jahr 1940, seinen M.A. an der University of Pennsylvania. Im Anschluss studierte er am MIT bei Kurt Lewin und erhielt 1948 seinen Ph.D. 1989 gründete Deutsch das International Center for Cooperation and Conflict Resolution (ICCCR) an der Columbia University. Dort hielt er, bis zu seinem Tod, den Status als Emeritus.

## Leistungen
Deutsch gilt als Gründer der modernen Konfliktlösungstheorie und -praxis. Er schreibt und forscht seit 1949 als Pionier im Bereich der Konfliktforschung und der Diplomatie.

## Werke
Die Publikationen Deutschs beschäftigten sich über mehr als 60 Jahre hinweg mit den Themen Konflikt und Kooperation. Zu den wichtigsten Werken gehören:
- Interracial Housing (1951)
- Distributive Justice (1985)
- Handbook of Conflict Resolution; Theory and Practice (2000)

## Auszeichnungen und Vorsitze
Deutsch ist von vielen Fachorganisationen für sein Lebenswerk ausgezeichnet worden. Darunter auch die American Psychological Association (APA), die ihm den APA Distinguished Scientific Contribution Award und den Distinguished Research Scientist Award verlieh. Zudem ist Deutsch ausgezeichnet mit dem Kurt Lewin Memorial Award, dem G.W. Allport Prize und dem Carl Hovland Memorial Award. Er war Vorsitzender zahlreicher Fachorganisationen, wie der Society for the Psychological Study of Social Issues, der International Society of Political Psychology, und zahlreichen Divisions der APA.